# Кінья-Абиз
Кінья́-Аби́з (рос. Кинья-Абыз, башк. Кинйәабыҙ) — присілок у складі Куюргазинського району Башкортостану, Росія. Входить до складу Свободинської сільської ради.
До 10 вересня 2007 року присілок називався Кінзебизово 2-е.
Населення — 147 осіб (2010; 157 в 2002).
Національний склад:
- башкири — 99%

## Видатні уродженці
- Арасланов Гафіатулла Шагімарданович — Герой Радянського Союзу.
- Біктімиров Салман Галіахметович — Герой Радянського Союзу.